# 藤代泉
藤代 泉（ふじしろ いずみ、1982年 - ）は、日本の小説家。栃木県生まれ。

## 経歴
筑波大学第一学群人文学類卒業。広告代理店で人事採用担当などを経て、現在は主婦。
2009年、第46回文藝賞を「ボーダー＆レス」で受賞してデビュー。同作で第142回芥川龍之介賞候補。姜尚中に「日本文学と在日文学のボーダーをも揺るがす新鮮な作品。」と評された。

## 作品リスト

### 単行本
- 『ボーダー&レス』（2009年11月、河出書房新社）
  - 初出：『文藝』2009年冬号

### 単行本未収録作品
小説
- 「手のひらに微熱」 - 『文藝』2010年秋号（8月号）
- 「波に幾月」 - 『文藝』2018年秋号（8月号）
- 「楓橋夜泊」 - 『群像』2019年11月号

エッセイ
- 「くぐる」 - 『群像』2018年11月号
- 「継ぐということ」 - 『文學界』2018年12月号